# 8214 Mirellalilli
8214 Mirellalilli eller 1995 FH är en asteroid i huvudbältet som upptäcktes den 29 mars 1995 av den italienska astronomen Stefano Mottola vid La Silla-observatoriet. Den är uppkallad efter upptäckarens fru, Mirella Lilli.